# Gangapurna
El Gangapurna és una muntanya que forma part del massís de l'Annapurna, al Nepal. La seva altura és de 7.455 metres, cosa que la converteix en la 57a muntanya més alta de la Terra i la quarta més alta de la serralada. La seva prominència és de 563 metres.

## Nom
Gangapurna és una paraula composta que prové del sànscrit. Està format per la paraula ganga, una deessa de la mitologia hindú que va portar aigua beneïda a la terra, i purna (plena de). Per tant, Gangapurna es pot traduir com a "La deessa que dona aigua". El nom, que ja era emprat per la població local i la literatura de muntanya abans de la primera ascensió el 1965, no va ser acceptat pel govern nepalès fins aquell moment.

## Geografia
El cim es troba a poc més de tres quilòmetre a l'oest de l'Annapurna III, del qual està separat per un coll de 6.892 metres. Una imponent cascada de gel sobre la vall de Manang posa fi a la glacera Gangapurna.

## Primera ascensió
La primera ascensió del Gangapurna va tenir lloc el maig de 1965 per un equip d'escaladors alemanys dirigits per Gunther Hauser. El 6 d'abril del 1965, l'expedició va arribar al campament base, a 3.750 msnm. La ruta va continuar sobre la glacera Oriental Annapurna, fins al peu de la cara sud de l'Annapurna. Aquesta paret de gel de 450 metres d'alt i 55º d'inclinació va ser superada el 5 de maig i van establir el campament 5 a 6.892 metres, al coll que hi ha entre el Gangapurna i l'Annapurna III. El 6 de maig la cordada, formada pels escaladors Günter Hauser, Erich Reismüller, Hermann Köllensperger, Ludwig Greissl i els xerpes Sirdar Ang Temba i Phudorje II, va assolir el cim per l'aresta Est. Dos dies després la resta de l'equip alemany, Klaus Ekkerlein, Hermann Wünsche, Otto Seibold, KH Ehlers i el xerpa Pemba Norbu, també van assolir el cim.